# 拉斯忒吕戈涅斯
拉斯忒吕戈涅斯（英語：Laestrygonians）或譯巨食人族。古希腊神话人物之一。为古希腊巨食人族部落。其事迹见于荷马《奥德赛》之记述。由于曾试图袭击奥德修斯而未遂因之闻名，被希腊人认为活动于西西里岛，常年作恶多端。